# Rhagodoca termes
Espèce
Synonymes
- Rhax termes Karsch, 1885

Rhagodoca termes est une espèce de solifuges de la famille des Rhagodidae.

## Distribution
Cette espèce se rencontre en Somalie et au Kenya.

## Description
Rhagodoca termes mesure de 33 à 38 mm.

## Publication originale
- Karsch, 1885 : Verzeichnis der von Dr. G. A. Fischer auf der im Auftrage der geographischen Gesellschaft in Hamburg unternommen Reise in das Massai-Land gesammelten Myriopoden und Arachnoiden. Jahrbuch der Hamburgischen Wissenschaftlichen Anstalten, vol. 2, p. 131-139 (texte intégral).